# Dirección (geometría)

Rectas y vectores con la misma dirección

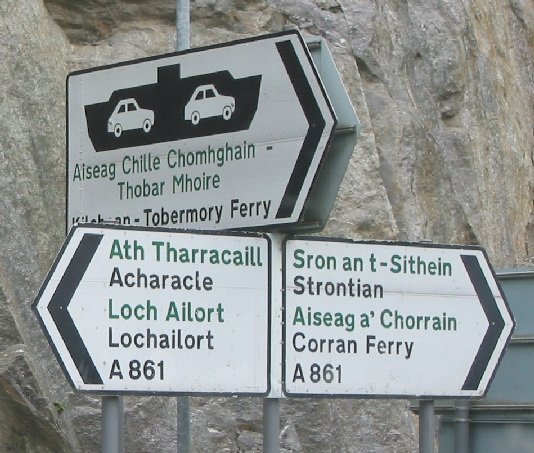
La forma de cada plafón de esta señal de tráfico, representa una flecha, indicando una dirección.

Una dirección es la información contenida en la posición relativa de un punto respecto a otro punto sin información sobre la distancia. Las direcciones pueden ser o bien relativas respecto a una referencia determinada (los violines en una orquesta completa se sientan normalmente a la izquierda del director), o bien absolutas de acuerdo con algún marco de referencia previamente acordado (la ciudad de Nueva York se encuentra al oeste de Madrid).
La dirección se indica a menudo con la mano con un dedo índice extendido  o representándola con una flecha. En una señal de orientación vertical que representa un plano horizontal, tal como una señal de tráfico "seguir adelante", normalmente se representa con una flecha hacia arriba.  Matemáticamente, la dirección se puede especificar de forma única por un vector unitario, o de forma equivalente por los ángulos formados por el camino más directo con respecto a un conjunto específico de ejes.
En geometría Euclídea y afín, la dirección de un subespacio es el espacio vectorial asociado a ese subespacio. En el caso de un subespacio de dimensión unidad (que es una línea)  los vectores de dirección son los vectores diferentes de cero de ese espacio vectorial.

## Veáis también
- Punto cardinal
- Brújula
- Vector de dirección
- Navegación
- Radiogoniómetro
- Espacio afín
- Dirección relativa